# Corylopsis spicata
Corylopsis spicata is een plant uit het geslacht schijnhazelaar (Corylopsis) van de toverhazelaarfamilie (Hamamelidaceae).
Deze schijnhazelaar werd als eerste uit Japan in Europa geïntroduceerd door Philipp Franz von Siebold. Kenmerkend zijn de vrij grote schutbladen rond de lichtgeurende, lichtgele bloemen die nog lang na de bloei aan de takken blijven zitten en de zigzagvorm van de takken, als bij de haagbeuk (Carpinus betulus). De struik groeit meer open dan de andere en zal ongeveer twee meter hoog en breed worden.